# Dorna Sports
Dorna Sports is de houder van de commerciële rechten van de MotoGP. Het bedrijf werd in 1988 opgericht als een internationaal sportmanagementkantoor in Madrid, en heeft nu vestigingen in Barcelona, Tokio en Londen.
Het bedrijf werd in 1988 gesticht door Banesto. In 1998 werd het verkocht aan CVC Capital Partners, en kreeg het de huidige naam. 

## Mediarechten
Dorna heeft sinds 1992 alle rechten in handen van het Wereldkampioenschap wegrace. Het bedrijf heeft tevens de rechten in handen van de WK Trials, Brits kampioenschap superbike en het Spaans motorkampioenschap.

### Racekalender
Om de races het best tot hun recht te laten komen, werkt Dorna nauw samen met de Formula One Group. De races van het Wereldkampioenschap wegrace en Formule 1 worden bij voorkeur niet gepland tijdens hetzelfde weekend, om zo meer kijkers te trekken.